# تشيخ مناعي

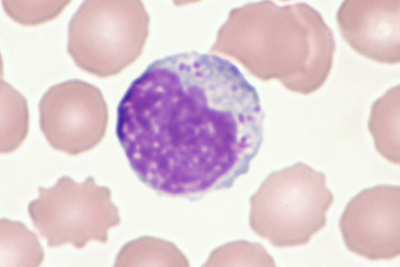

التَشَيُّخ المَنَاعِيّ (بالإنجليزية: Immunosenescence)‏ هو مُصطلح يشير إلى التَدَهور التدريجيّ للجهاز المَناعيّ نتيجة التقدّم بالعمر. ويؤثّر على استطاعة الجسم للاستجابة إلى العَدوى وعلى تطوير الذاكرة المناعيّة طويلة الأمَد، خاصّة بواسطة التلقيح. يعدّ عَوَز المَناعة المتعلِّق بالعمر واسع الانتشار ويوجد عند الأنواع (المَخلوقات) قصيرة وطويلة العمر كتابِعٍ لعمرها النسبيّ إلى مَأْموليّة الحَياة (متوسط العمر المتوقَّع) أكثر منه إلى العمر الزَّمَنيّ. يعتبر عامِلًا رئيسيًّا مُساهِمًا في زيادة تواتُر المَراضَة والوفيّات عند الكبار في السن.
لا يعتبر التشيّخ المناعيّ ظاهِرة عشوائيّة مُتلِفة، بل يعتبر تكرارًا عَكسيًّا لنمط تَطَوُّرِيّ وتخضع معظم المُتَثابِتات (parameters) المتأثّرة به لتحكّمٍ جينيّ (وِراثيّ). ويمكن تصوُّرها أحيانًا كنتيجة للتحدٍّ المستمر في التعرُّض الحَتمِيّ للعديد من المُسْتَضِدَّات مثل الفيروسات والبكتيريا.

## نظرة عامة على انحطاط الوظيفة المناعية المتعلق بالعمر
إنّ التشيّخ المناعيّ حالة متعددة العوامِل تؤدّي إلى مشاكل صحية مَرَضيّة مُعتَدّة (هامّة) عديدة عند الأشخاص المُسنِّين، وفيما يلي قائمة ببعض التغيّرات البيولوجيّة المعتمدة على العمر الّتي تساهم في حدوث التشيّخ المناعي:
- تتناقص قدرة الخلايا الجذعيّة المُكوِّنة للدم على التجدُّد الذاتيّ، فدورها تأمين إمداد منظَّمٍ مدى الحياة من سُلالات الكُرَيَّات البيضاء والّتي بدورها قادرة على التَّمايُز لتكوِّن تَنوُّعًا واسِعًا من الخلايا المَناعيّة المُتخصِّصة (متضمّنةً اللِّمفاويّات، الخلايا التَغَصُّنِيَّة المُقدِّمة للمُستضِد، البَلعَمِيَّات). يعود السَّبب إلى تراكُم الضَرَر التأكسديّ للحَمْض الرِّيْبِيّ النَّوَوِي المَنْزُوع الأوكسِجين (DNA) نتيجة التَشَيُّخ والنَّشاط الخُلويّ الاستقلابيّ[6] وتَقَاصُر (نقص طول) القُسَيم الطَرَفِيّ (telomere) للصِبْغِيَّات.
- هناك انحطاط مَلحوظ في العدد الكلّي للبَلعَمِيَّات عند الأشخاص المُسنِّين، مُترافِق مع تراجُع داخِلِيّ المَنْشَأ للقدرة والنشاط المبيد للجراثيم.[7][8]

- من المعروف أنّ السُميّة الخَلويّة للخلايا الفاتِكة الطبيعيّة وَوظيفة الخلايا التَغَصُّنِيَّة في تقديم المُستَضِد تتناقَص مع التقدّم بالعمر.[9][10][11] إنّ للاختلال المتعلِّق بالعمر للخلايا المتغصِّنة المقدّمة للمُستضد مُقْتَضَيات عميقة في حين يمكن أن يتطوّر إلى عَوَز في المَناعَة المُتَواسَطَة بالخَلاَيا وبالتالي عدم قدرة اللِّمْفاوِيَّات التَّائِيَّة المُسْتَفْعِلَة على تنظيم استجابة مَناعيّة تَلاؤُمِيّة (انظر أدناه).
- انحطاط المناعة الخِلطيّة الناجم عن نقص أعداد الخلايا البائيّة المُنتِجة للأضداد مترفقًا مع تَنوُّع غلُوبولينات مَناعِيّة وأُلْفَة أقل.[12][13]

مع تقدُّم العمر، هناك انحطاط في إنتاج كلٍّ من اللِّمْفاوِيَّات السَاذَجة (naive) الجَديدة والأَهْلِيَّة الوظيفيّة للخَلاَيا الذاكِرَة. وساهَم هذا الأمر بزيادة تكرار ووَخامَة أمراض كالسرطان والاضطرابات الالتهابيّة المُزمِنة والعَداوى الاختراقيّة وأمراض المَناعَة الذاتيّة. إنّ مُشكلة العَداوى عند المُسِنِّين هي أنّهم كثيرًا ما يُبدون أعراضًا وعَلامات غير نوعيّة، وغالبًا ما تكون الأدلّة على عدوى بُؤْرِيّة غائِبة أو مَحجوبة من قِبَل حالَة مُزمِنة دَفِيْنة. وهذا يُصَعِّب التشخيص وبالتالي يُصَعِّب العِلاج.
بالإضافة إلى التغيّرات في الاستجابات المَناعيّة، تُكَرَّس التأثيرات النَافِعة للالتهاب لاستِعدال العوامِل الخطيرة والمؤذية في بداية الحياة وتصبح مُضِرّة في أواخِر سِن البُلوغ في فترة لا يتوقعها التطور إلى حد كبير وذلك وفقًا لنظريّة مُناهَضِة تعدد النمط الظاهري للتشيّخ. علاوةً على ذلك، يجب مُلاحظة أنّ التغيّرات في الحَيِّز اللِّمْفَانِيّ ليست المسؤول الوحيد عن الخَلَل الوظيفيّ للجِهاز المَناعيّ عند المُسِنِّين. ولوحِظَ أنّ إنتاج الخلايا النِقَوِيَّة لا يَنحَطّ مع التقدّم بالعمر، وتصبح البَلاَعِم أقلّ تنظيمًا كنتيجة للتغيّرات البيئيّة.

## خلل التنظيم الوظيفي للخلايا التائية كمعلم حيوي للتشيخ المناعي
تتأثَّر القدرة الوظيفيّة للخلايا التائيّة بتأثيرات التشيّخ. في الواقع، تكون التبدُّلات المتعلقة بالعمر جَليَّة في كلّ مراحل تطوُّر الخلايا التائيَّة، ممّا يجعلها عاملًا هامًّا في حدوث التشيُّخ المَناعيّ. بعد الولادة، يبدأ انحطاط وظيفة الخلايا التائيَّة بأَوْب (تغيّر ارتداديّ) مُتَرَقٍّ للغدّة الزعتريّة، والّتي هي العضو الأساسيّ لنضوج الخليّة التائيّة بعد أن تُهاجِر الخلايا الطَليعيّة من نقي العظم. يُسَبِّب هذا النقص المُتعلِّق بالعمر لحجم الظِهارة الزعتريّة استنزافًا لعدد الخلايا الزعتريّة (كالخلايا التائيّة غير الناضجة)، وبالتالي تراجُع خَرج الخلايا التائيَّة الساذَجة المُحيطيّة. عندما تنضج الخلايا التائيَّة وتذهب للدوران المُحيطي، تستمر بالخضوع لتغيّرات مؤذية متعلّقة بالعمر بالترافق مع أَوْب زعتريّ متعلِّق بالعمر أيضًا، ويتبعها نقص متعلِّق بالعمر في خرج الغدّة الزعتريّة للخلايا التائيَّة الجديدة، وهذا يترك الجسم خاليًا من الخلايا التائيَّة العَذْراء، مما يجعل الجسم أكثر عرضة للأمراض المُعدية وغير المُعدية. تتضمّن مُكوِّنات الخليَّة التائيّة المتعلِّقة بالتشيّخ المناعيّ:
- نقص في نسبة عنقود التمايز4\عنقود التمايز8.[21]
- التَطوُّر المُعتَل للخلايا الجريبية التائية المساعدة ذات كتلة التمايز4، المسؤولة عن تسهيل النضوج المحيطيّ للخلية البائية، وتوليد الخلايا البلازميّة المُنتجة للأضداد وخلايا الذاكرة البائيّة.[22]
- نزع مَقدِرات التنظيم داخل الخلويّ لتَحَاس الإشارة.[23]
- تناقص القدرة على إنتاج اللِّمْفوكينات المُسْتَفْعِلَة.[24][25][26]
- انكِماش تنوُّع قدرة مستقبل الخليّة التائيّة (TcR) على التعرُّف على المُستضِّدات.[27][28]
- تنقص الفَعاليّة السامّة للخلايا عند الخلايا التائيّة الفاتكة الطبيعيّة (NKTs).[10]
- تكاثُر مُعتَلّ في استجابة للتنبيه المُستَضِدّي.[24][25][27][28]
- تراكُم والتَوَسُّع النَسيلِيّ للخلايا التائيّة الذكِرة والمُسْتَفْعِلَة.[4][25]
- الدفاعات المَناعيّة المُعاقَة ضد المِمْراض الفيروسيّ وخاصّةً من قِبَل الخلايا التائيّة السامّة للخلايا ذات عنقود التمايز8.[26]
- التغيّرات في مُرتَسَم السيتوكين، مثل زيادة طَليعة السيتوكينات الالتهابيّة «المُحيطيّة» الموجودة عند المُسِنِّين.[29]